# Império democrático
Um império democrático é um estado político que conduz seus assuntos internos democraticamente (ou seja, com respeito por seus cidadãos e a sua vontade coletiva), mas externamente suas políticas têm uma semelhança notável com um governo imperial. 
Imperialismo democrático, pode de fato, ser um termo impróprio, já que os impérios se expressam com agressão no exterior e repressão em casa. O conceito de império democrático pode ser igualmente um instrumento de controle social com  ideologia e condicionamento ideológico em geral. Exemplos de impérios descritos dessa forma são o Império Britânico, a República Romana e os Estados Unidos da América, com base em parte de sua história de relações exteriores (ver Império Americano). 